# Asteridea
Asteridea Lindl. – rodzaj roślin z rodziny astrowatych (Asteraceae). Obejmuje co najmniej 10 gatunków, występujących naturalnie w Australii.

## Systematyka
Pozycja według APweb (aktualizowany system APG III z 2009)
Jeden z rodzajów plemienia Gnaphalieae z podrodziny Asteroideae w obrębie rodziny astrowatych (Asteraceae) z rzędu astrowców (Asterales) należącego do dwuliściennych właściwych.
Wykaz gatunków
- Asteridea archeri P.S.Short
- Asteridea asteroides (Turcz.) Kroner
- Asteridea athrixioides (Sond. & F.Muell.) Kroner
- Asteridea chaetopoda (F.Muell.) Kroner
- Asteridea croniniana (F.Muell.) Kroner
- Asteridea gracilis A.Gray
- Asteridea morawana P.S.Short
- Asteridea nivea (Steetz) Kroner
- Asteridea puberulenta Lindl.
- Asteridea pulverulenta Lindl.